# Revival (альбом Eminem)
Revival — дев'ятий студійний альбом американського репера Емінема, випущений 15 грудня 2017 року лейблами Aftermath Entertainment, Shady Records та Interscope Records. Як і у його попередньому альбомі The Marshall Mathers LP 2, виконавчими продюсерами стали Dr. Dre та Рік Рубін. У записі альбому взяло участь багато відомих виконавців, таких як Бейонсе, Ед Ширан, Аліша Кіз, X Ambassadors, Скайлар Грей, Келані і Pink, а також американський репер Phresher. Продюсуванням альбому займалися кілька осіб, які вже працювали над його попередніми двома альбомами, включаючи Ріка Рубіна, Mr. Porter, Emile, Just Blaze, Alex da Kid, Fredwreck і DJ Khalil.
Емінем вперше повідомив, що працює над альбомом після випуску треку «Campaign Speech» у жовтні 2016 року. Рік по тому він виконав вірусний фрістайл на BET Hip Hop Awards (2017), в якому критикував тодішнього президента Дональда Трампа. В альбомі містяться численні рядки з критикою президентської кампанії Трампа та президентських виборів 2016 року. Головний сингл альбому, «Walk on Water», в якому брала участь Бейонсе, вийшов 10 листопада 2017 року. «Untouchable» був випущений як промо-сингл за тиждень до релізу альбому. Також було випущено кілька інших синглів, зокрема «River» за участю Еда Ширана, «Nowhere Fast» за участю Келані та «Remind Me». Музичне відео на пісню «Framed» було випущено 3 квітня 2018 року.
Реакція на Revival була здебільшого негативною: критики вказували на брак зв'язності, надмірне використання рок-елементів, велику кількість запрошених поп-артистів і погану якість зведення. Попри це, альбом дебютував на першому місці в Австралії, Канаді, Фінляндії, Великій Британії та США та став «платиновим» у Великій Британії.

## Список пісень
| #     | Назва                                  | Тривалість |
| ----- | -------------------------------------- | ---------- |
| 1.    | «Walk on Water» (за уч. Бейонсе)       | 5:04       |
| 2.    | «Believe»                              | 5:15       |
| 3.    | «Chloraseptic» (за уч. Phresher)       | 5:01       |
| 4.    | «Untouchable»                          | 6:10       |
| 5.    | «River» (за уч. Еда Ширана)            | 3:41       |
| 6.    | «Remind Me (Intro)»                    | 0:26       |
| 7.    | «Remind Me»                            | 3:45       |
| 8.    | «Revival (Interlude)»                  | 0:51       |
| 9.    | «Like Home» (за уч. Аліши Кіз)         | 4:05       |
| 10.   | «Bad Husband» (за уч. X Ambassadors)   | 4:47       |
| 11.   | «Tragic Endings» (за уч. Скайлар Грей) | 4:12       |
| 12.   | «Framed»                               | 4:13       |
| 13.   | «Nowhere Fast» (за уч. Келані)         | 4:24       |
| 14.   | «Heat»                                 | 4:10       |
| 15.   | «Offended»                             | 5:20       |
| 16.   | «Need Me» (за уч. Pink)                | 4:25       |
| 17.   | «In Your Head»                         | 3:02       |
| 18.   | «Castle»                               | 4:14       |
| 19.   | «Arose»                                | 4:34       |
| 77:39 |                                        |            |

## Чарти
| Чарт (2017–18)                                       | Найвища позиція |
| ---------------------------------------------------- | --------------- |
| Австралія Australian Albums (ARIA)                   | 1               |
| Австрія Austrian Albums (Ö3 Austria)                 | 2               |
| Бельгія Belgian Albums (Ultratop Flanders)           | 6               |
| Бельгія Belgian Albums (Ultratop Wallonia)           | 20              |
| Канада Canadian Albums (Billboard)                   | 1               |
| Чехія Czech Albums (ČNS IFPI)                        | 15              |
| Данія Danish Albums (Hitlisten)                      | 2               |
| Нідерланди Dutch Albums (MegaCharts)                 | 1               |
| Фінляндія Finnish Albums (Suomen virallinen lista)   | 1               |
| Франція French Albums (SNEP)                         | 7               |
| Німеччина German Albums (Offizielle Top 100)         | 2               |
| German Albums (Top 20 Hip Hop)                       | 1               |
| Greek Albums (IFPI)                                  | 12              |
| Угорщина Hungarian Albums (MAHASZ)                   | 14              |
| Ірландія Irish Albums (IRMA)                         | 3               |
| Італія Italian Albums (FIMI)                         | 7               |
| Japanese Albums (Oricon)                             | 17              |
| Нова Зеландія New Zealand Albums (Recorded Music NZ) | 3               |
| Норвегія Norwegian Albums (VG-lista)                 | 1               |
| Польща Polish Albums (ZPAV)                          | 17              |
| Португалія Portuguese Albums (AFP)                   | 9               |
| Шотландія Scottish Albums (OCC)                      | 2               |
| Slovak Albums (IFPI)                                 | 24              |
| Іспанія Spanish Albums (PROMUSICAE)                  | 18              |
| Швеція Swedish Albums (Sverigetopplistan)            | 2               |
| Швейцарія Swiss Albums (Schweizer Hitparade)         | 1               |
| Велика Британія UK Albums (OCC)                      | 1               |
| US Billboard 200                                     | 1               |
| США Top R&B/Hip-Hop Albums (Billboard)               | 1               |

| Чарт (2017)                        | Позиція |
| ---------------------------------- | ------- |
| Australian Albums (ARIA)           | 21      |
| French Albums (SNEP)               | 118     |
| German Albums (Offizielle Top 100) | 67      |
| Italian Albums (FIMI)              | 97      |
| UK Albums (OCC)                    | 20      |

| Чарт (2018)                           | Позиція |
| ------------------------------------- | ------- |
| Australian Albums (ARIA)              | 31      |
| Austrian Albums (Ö3 Austria)          | 71      |
| Belgian Albums (Ultratop Flanders)    | 52      |
| Belgian Albums (Ultratop Wallonia)    | 122     |
| Canadian Albums (Billboard)           | 5       |
| Danish Albums (Hitlisten)             | 13      |
| Dutch Albums (Album Top 100)          | 63      |
| French Albums (SNEP)                  | 113     |
| German Albums (Offizielle Top 100)    | 59      |
| Icelandic Albums (Plötutíóindi)       | 78      |
| Italian Albums (FIMI)                 | 77      |
| New Zealand Albums (RMNZ)             | 34      |
| Swedish Albums (Sverigetopplistan)    | 25      |
| Swiss Albums (Schweizer Hitparade)    | 6       |
| UK Albums (OCC)                       | 32      |
| US Billboard 200                      | 32      |
| US Top R&B/Hip-Hop Albums (Billboard) | 21      |

## Сертифікації та продажі
| Регіон | Сертифікація | Продажі   |
| --- | ------------ | --------- |
| Австралія (ARIA)                                                                                           | Платиновий   | 70 000    |
| Австрія (IFPI Austria)                                                                                     | Золотий      | 7500      |
| Канада (Music Canada)                                                                                      | Платиновий   | 80 000    |
| Данія (IFPI Denmark)                                                                                       | Платиновий   | 20 000    |
| Франція (SNEP)                                                                                             | Платиновий   | 100 000   |
| Німеччина (BVMI)                                                                                           | Золотий      | 100 000   |
| Італія (FIMI)                                                                                              | Золотий      | 25 000    |
| Нова Зеландія (RIANZ)                                                                                      | Золотий      | 7500      |
| Норвегія (IFPI Norway)                                                                                     | Платиновий   | 20 000*   |
| Польща (ZPAV)                                                                                              | Золотий      | 10 000    |
| Велика Британія (BPI)                                                                                      | Платиновий   | 321,000   |
| США (RIAA)                                                                                                 | Платиновий   | 1 000 000 |
| *продажі, що базуються лише на сертифікаціях · продажі+прослуховування, що базуються лише на сертифікаціях |              |           |